# Shvoong
Shvoong.com (hebr. שוונג- wrażenie) — nieistniejący już serwis internetowy publikujący user-generated content – streszczenia i recenzje użytkowników w 34 językach na różne tematy podzielone na 19 kategorii. Użytkownicy zarabiają, publikując teksty, a wysokość ich zarobku zależy od popularności opublikowanego przez nich artykułu.

## Historia
Firma została założona w 2005 roku przez Aviego Shakeda i Avnera Avrahami. Dyrektorem generalnym jest Eyal Rivlin. W światowym rankingu najczęściej odwiedzanych stron internetowych alexy Shvoong znajduje się na 3173 miejscu.
Treści publikowane na stronie są tworzone w całości przez użytkowników.

## Struktura strony
Użytkownicy z ponad 160 krajów tworzą lub tłumaczą teksty o długości od 300 do 900 znaków i umieszczają je w odpowiednich kategoriach(książki, Internet i technologie, biznes, sztuka i nauki humanistyczne, nauki społeczne, medycyna i zdrowie, nauki ścisłe, prawo i polityka, rozrywka, produkty, styl życia, wiadomości i społeczeństwo, podróże, pisarstwo i wypowiedzi oraz how) i podkategoriach. Najpopularniejsze są recenzje książek, stron internetowych, filmów i stron pozwalających zarabiać przez Internet, ale publikowane są też recenzje seriali, płyt, koncertów, spektakli i musicali. Na stronie głównej znajdują się proponowane do opisania newsy. W każdej kategorii wyróżnianych jest 8 najlepszych autorów, a na stronie głównej 3 najlepszych w danej subdomenie językowej.
Czytelnicy mogą dodawać komentarze, zadawać pytania i przyznawać gwiazdki.

## Płatności
Każdego miesiąca Shvoong dzieli 10% wpływów z reklam pomiędzy swoich użytkowników, w zależności od popularności ich streszczeń i recenzji. Kwota, naliczana na początku każdego miesiąca na konto użytkownika zależy od liczby wyświetleń jego streszczeń, recenzji lub tłumaczeń, ogólnej miesięcznej liczby wyświetleń na stronie i wpływów z reklam. Do wypłaty minimum(10$)użytkownik potrzebuje kilku tysięcy wizyt.
Płatności przelewane są na konto Paypal, chyba że opcja ta nie jest dostępna w kraju zamieszkania użytkownika, wtedy otrzymuje on czek. Istnieje też opcja, z której korzysta wielu użytkowników, nieotrzymywania żadnych wynagrodzeń (dostępna po zarejestrowaniu się w profilu w ustawieniach). .

## Społeczność
Użytkownicy strony, nazywani Shvoongersami mogą dodawać na swoim koncie zdjęcia, informacje o sobie, swoich zainteresowaniach itd.a na profilu Shvoong na Facebooku wymieniać się doświadczeniami i komentować streszczenia i recenzje oraz dowiadywać się o najnowszych, śledząc Twitter Shvoonga.

## Konkurencja
- Hubpages
- Squidee
- Knol